# Abigail Ratchford
Pour les articles homonymes, voir Abigaïl et Ratchford.
Abigail Ratchford, aussi surnommée Queen of Curves née le 12 février 1992 à Scranton aux États-Unis, est une personnalité des réseaux sociaux, mannequin et actrice américaine.  Elle a été modèle pour des magazines et a fait de la télévision. 
Elle a été mannequin pour des magazines tels que Esquire, Maxim, ZOO Weekly, Sports Illustrated Swimsuit, People.

## Biographie

### Enfance et éducation
Abigail Ratchford est née le 12 février 1992 à Scranton, en Pennsylvanie, le cinquième des sept enfants d'un avocat et d'une éducatrice. Elle y passe son enfance et a fréquenté un lycée catholique dans la région de Scranton ainsi que l'Université de Scranton.
Durant son enfance, elle jouait au football, mais son asthme ne lui a pas permis d'avoir une carrière professionnelle dans le football. Elle a également souhaité devenir vétérinaire, mais s'est aperçue d'une allergie aux chats et aux chiens.

### Carrière
Abigail a participé au concours de Miss Pennsylvanie à l'âge de 21 ans. En tant que mannequin, elle fait des shootings photos pour différentes marques en se spécialisant pour les maillot de bain et la lingerie, . Elle est notamment apparue dans Zoo Weekly, Nuts, Esquire, Maxim et Playboy,. Elle obtient son surnom de Queen of Curves au travers de cette activité. En parallèle, elle développe son activité sur le réseau social Instagram où elle dénombre 9 millions d'abonnés en janvier 2024,. Sur les réseaux sociaux, elle prend position en faveur des mannequins souffrant d'un handicap lors d'une polémique engendrée par les commentaires de Candace Owens. 